# Glavat (Lastovo)
Glavat je majhen nenaseljen otoček v Jadranskem morju. Pripada Hrvaški.
Glavat, na katerem stoji svetilnik, leži v skupini majhnih otočkov z imenom Vrhovnjaci vzhodno od otoka Lastovo, od katerega je oddaljen okoli 18 km. Njegova površina meri 0,018 km². Dolžina obalnega pasu je 0,54 km. Najvišji vrh je visok 20 mnm.
Iz pomorske karte je razvidno, da svetilnik oddaja svetlobni signal: B Bl(5) 30s. Nazivni domet svetilnika je 22 milj.